# Палилула (Сврљиг)
Палилула је насеље у Србији у општини Сврљиг у Нишавском округу. Према попису из 2022. било је 26 становника (према попису из 2002. било је 75 становника).

## Демографија
У насељу Палилула живи 26 пунолетна становника, а просечна старост становништва износи 73,0 година (69,5 код мушкараца и 75,9 код жена). У насељу има 17 домаћинства, а просечан број чланова по домаћинству је 1,53.
Ово насеље је углавном насељено Србима (према попису из 2002. године).
|  |

| Демографија | Демографија | Демографија |
| Година      | Становника  | Становника  |
| ----------- | ----------- | ----------- |
| 1948.       | 239         |             |
| 1953.       | 268         |             |
| 1961.       | 245         |             |
| 1971.       | 222         |             |
| 1981.       | 145         |             |
| 1991.       | 101         | 101         |
| 2002.       | 75          | 75          |
| 2011.       | 51          |             |
| 2022.       | 26          |             |

| Етнички састав према попису из 2002.‍ | Етнички састав према попису из 2002.‍ | Етнички састав према попису из 2002.‍ | Етнички састав према попису из 2002.‍ | Етнички састав према попису из 2002.‍ |
| ------------------------------------ | ------------------------------------ | ------------------------------------ | ------------------------------------ | ------------------------------------ |
|                                      |                                      |                                      |                                      |                                      |
| Срби                                 | Срби                                 |                                      | 60                                   | 80,0%                                |
| Роми                                 | Роми                                 |                                      | 14                                   | 18,66%                               |
| непознато                            | непознато                            |                                      | 1                                    | 1,33%                                |

| Година пописа     | 1948. | 1953. | 1961. | 1971. | 1981. | 1991. | 2002. |
| ----------------- | ----- | ----- | ----- | ----- | ----- | ----- | ----- |
| Број домаћинстава | 46    | 52    | 59    | 56    | 54    | 46    | 34    |

| Број чланова      | 1  | 2  | 3 | 4 | 5 | 6 | 7 | 8 | 9 | 10 и више | Просек |
| ----------------- | -- | -- | - | - | - | - | - | - | - | --------- | ------ |
| Број домаћинстава | 12 | 14 | 3 | 2 | 1 | 1 | 1 | 0 | 0 | 0         | 2,21   |

| Пол    | Укупно | Неожењен/Неудата | Ожењен/Удата | Удовац/Удовица | Разведен/Разведена | Непознато |
| ------ | ------ | ---------------- | ------------ | -------------- | ------------------ | --------- |
| Мушки  | 33     | 7                | 18           | 8              | 0                  | 0         |
| Женски | 39     | 6                | 18           | 14             | 0                  | 1         |
| УКУПНО | 72     | 13               | 36           | 22             | 0                  | 1         |

| Пол    | Укупно                    | Пољопривреда, лов и шумарство | Рибарство                            | Вађење руде и камена | Прерађивачка индустрија       |
| ------ | ------------------------- | ----------------------------- | ------------------------------------ | -------------------- | ----------------------------- |
| Мушки  | 7                         | 2                             | 0                                    | 0                    | 1                             |
| Женски | 9                         | 9                             | 0                                    | 0                    | 0                             |
| УКУПНО | 16                        | 11                            | 0                                    | 0                    | 1                             |
| Пол    | Производња и снабдевање   | Грађевинарство                | Трговина                             | Хотели и ресторани   | Саобраћај, складиштење и везе |
| Мушки  | 0                         | 0                             | 0                                    | 0                    | 3                             |
| Женски | 0                         | 0                             | 0                                    | 0                    | 0                             |
| УКУПНО | 0                         | 0                             | 0                                    | 0                    | 3                             |
| Пол    | Финансијско посредовање   | Некретнине                    | Државна управа и одбрана             | Образовање           | Здравствени и социјални рад   |
| Мушки  | 0                         | 0                             | 0                                    | 0                    | 0                             |
| Женски | 0                         | 0                             | 0                                    | 0                    | 0                             |
| УКУПНО | 0                         | 0                             | 0                                    | 0                    | 0                             |
| Пол    | Остале услужне активности | Приватна домаћинства          | Екстериторијалне организације и тела | Непознато            | Непознато                     |
| Мушки  | 0                         | 0                             | 0                                    | 1                    | 1                             |
| Женски | 0                         | 0                             | 0                                    | 0                    | 0                             |
| УКУПНО | 0                         | 0                             | 0                                    | 1                    | 1                             |